# Luellia
Luellia K.H. Larss. & Hjortstam – rodzaj grzybów z rodziny Hydnodontaceae.

## Charakterystyka
Grzyby kortycjoidalne o owocniku rozpostartym, rozproszonym, cienkim z gładkim, brązowym hymenoforem. System strzępkowy monomityczny, strzępki ze sprzążkami lub bez. Cystyd brak. Podstawki o kształcie od cylindrycznego do gruszkowatego, z dwoma lub czterema sterygmami, ze sprzążką lub prostą przegrodą u podstawy. Bazydiospory wrzecionowate do łódkowatych, gładkie, cienkościenne, nieamyloidalne, niecyjanofilne.
Luellia charakteryzuje się makroskopowo głównie brązowym, rzadko spotykanym u grzybów kortycjoidalnych owocnikiem (z wyjątkiem Coniophoraceae), mikroskopowo gruszkowatymi podstawkami. Filogenetycznie Luellia jest zaliczana do Hydnodontaceae, chociaż nie wykazuje wyraźnych wspólnych cech morfologicznych z innymi gatunkami tej rodziny.

## Systematyka i nazewnictwo
Pozycja w klasyfikacji według Index Fungorum
Hydnodontaceae, Trechisporales, Incertae sedis, Agaricomycetes, Agaricomycotina, Basidiomycota, Fungi.
Gatunki
- Luellia cystidiata Hauerslev 1987
- Luellia furcata K.H. Larss. & Hjortstam 1974
- Luellia recondita (H.S. Jacks.) K.H. Larss. & Hjortstam 1974

Nazwy naukowe na podstawie Index Fungorum.
Gatunki występujące w Polsce
Luellia recondita (H.S. Jacks.) K.H. Larss. & Hjortstam 1974.